# 2022年懷俄明州州務卿選舉
2022年懷俄明州州務卿選舉將於2022年11月8日舉行，選舉懷俄明州州務卿。2022年4月18日現任共和黨州務卿愛德華·布坎南宣布他將競選連任，但在5月17日他推翻了這一決定，選擇不尋求連任。